# 宇宙再生人
《宇宙再生人》是日本每日放送製作的『超時空系列』第3作，自1984年4月15日至9月30日間於TBS頻道每星期日14:00～14:30播出的23集機器人動畫。与在它之前播放的动画《超时空要塞》、《超时空世纪》合称为“超时空系列”。超时空骑团是超时空系列的第三部。
1985年，美國的金和聲（HARMONY GOLD）公司買下其版權，被囊括進與龍之子所持的另外兩部科幻作品，重新改編成系列中的第2部分《機器人統治者》。
台灣則於1987年（民國76年）間由中視引進，在1月27日至6月17日每週五下午5:00～5:30首播『原作』版本；並在1996年至1998年間曾相繼於東視綜合台、東視育樂台、中都卡通台、衛視中文台等有線頻道重播，之後由潛力精緻影音有限公司以「聽音辯字」的方式，將最初的中視版本國語錄音重新打上字幕，以《宇宙人》之名在市面上發售VCD（外盒標示為『全套24集』，但內容實際應為僅有23集）。
在香港由亞洲電視於1987年播放，當時命名為《南十字宮》。

## 概要
截然異於同系列的前兩作合作方式，龍之子在此次換上主導者姿態參與，並全面地替換重要的核心製作人員，成為系列之中最為截然不同的異數。卻也影響擴至設定方面的了無新意，週邊產品銷售狀況陷入不佳的窘境，促迫作品慘遭腰斬提早以23集了結，讓許多未明的伏筆也一併被埋沒掉。更在銷售至美國後為了要統整設定，而被大幅地遭修改位居於3部之首。在1985年4月23日首播其第二部分，並還自行剪輯出1集的原創性首集，藉此詳加描述女主角的身世與背景。全劇播畢終了隔年1986年7月25日，更在僅於德州上映 的電影（Robotech The Movie），再度剪輯自本作的部分片段來引用，以求添增打鬥場面使內容愈加精彩。（相關詳細內容續見條目）

## 故事
21世紀末地球因戰爭之素導致無法居住，人類為了求生存而邁向太陽系以外拓展，並衍伸到達至光榮之星（グロリエ）開發建設新家園。在居民努力而成的一片安祥繁榮發展下，公元2120年,突然傳至開發基地與各人造衛星的噩聞，更有支來路不明的神祕艦隊在高空出現，一股詭異的氣氛開始壟罩著南十字星（サザンクロス）軍。而隸屬於戰略機甲部隊第15分隊的珍妮，漸漸地在激烈戰鬥中發堀這未知的謎底，也揭開了所住之處另段不為人曉的歷史……。

## 主要人物

### 人類

#### 光榮之星（グロリエ[5]）
位於艾達斯（エリダヌス）星系繞行恆星Epsilon運轉的行星，本作中的主要中心舞台。
- 莫朗（ワイアット·モーラン）首相

光榮之星的元首。

##### 南十字星（サザンクロス）軍
- 考萊斯（クロード·レオン）總司令

南十字軍中獨斷專橫的高階將領；光榮之星最高的實質軍事指揮者。對左爾星人自始就主張採取攻擊，在策略上多次與參謀長產生磨擦，於是為了指揮上的方便於第14集，決定採用親信揚（ヤザワ）上校所提的方案，將意見相歧者都隨羅佛調往前線。強推兩石相擊的戰法來試圖求勝，在最後一集拒絕屬下的避難建言，堅持要親視結果而不肯離開本部，語畢即在敵艦直擊的砲火中吞逝……。
- 羅佛（ロルフ·エマーソン）參謀長（香港配音：龔祖澤）

南十字軍中穩健行事的高階將領；亦為第15分隊布伊上等兵的父親，對子相當避諱在軍中受特權待遇。由於對左爾星人保守審慎的作風，以致時常策略方針與主戰派相左，逐於第14集奉考萊斯總司令之命，接下負擔第二波攻擊隊的總指揮。帶領大軍自敵方陷阱中突圍成功，顯露出其領導統馭上的非凡長才，然而第22集更企圖撞艦自盡未果，被屬下救出後卻不料遭敵所攔截，最後在交換破局中為了救子而亡。

###### 戰略機甲隊
- 珍妮（ジャンヌ·フランセーズ）少尉(日本配音：富澤美智惠)（香港譯名：茱蕾；配音：林錦燕）

原第15分隊中生性好動的莽撞女士官長，因為代理受罰的上官領導部隊勇往迎戰，獲參謀長注目而在第2集晉昇少尉隊長。並於她指揮下分隊亦屢屢創有不斐記錄，乃至讓高層視作以收集情報為主的勁旅，逐在第6集中受指派帶隊闖入敵艦偵察，帶回了首次與左爾星人接觸的貴重情資。更由於曾數度與紅色機器蛙交手的因緣，而奉命託管落入南十字軍手中的沙副利，倍生憐憫地從起初加以監視的念頭動情；更對解除左爾星人束縛後一心報復的他，感到深切的無限悲哀與同情付出的代價，卻無力阻止其至極的憤恨追逼狄斯致死，最後在意中人的吻別下被送離左爾星艦。
- 安傑（アンジェイ·スラウスキー）中士（香港配音：黃志成）

第15分隊中身經百戰的魔鬼士官。隊上唯一經歷過戰爭洗禮的老兵，對前後兩任上官所行的放任作風，雖然在自己心中埋沒著些許不滿，仍恪遵軍階倫理聽從上司的指揮，發揮副官功能彌補珍妮不足化險。於第12集中在沙副利被編入隊後，始終對其投有懷疑眼光從旁監視，即使如此在第19集從敵艦脫逃時，仍不棄嫌地將他從自我犧牲救出。
- 路易（ルーイ·デュカス）下士（香港譯名：魯德；配音：陳永信）

第15分隊中精通機械的鬼才士官。對於機器事物有著純粹出於興趣，希望能利用的從中所獲得的能力，使世上進步讓國家社會更上一層，助人完成辦不到之事的遠大抱負。為此曾於第16集中因得知道受騙，自己所設計出來的「全自動連合器（サイト・ビジョン・トラッキング・システム）」，被轉用在於殺戮無情的戰爭之上，氣憤不平差一點要放火燒毀武器。
- 布伊（ボウイ·エマーソン）上等兵（香港譯名：波熙；配音：葉少榮）

第15分隊中多愁善感的年輕士兵；軍方上層將領羅佛參謀長的公子。本身最初的志願是成為個鋼琴家，無奈受到父親所令而不得已從軍；困於有這樣地後台背景感到厭倦。對總是把它當作弟弟看待的珍妮，私底下有著無法訴說的戀慕之意，直到第17集出擊前夕才向她吐露。不過隨著情勢所產生的意外發展，與第7集在敵艦所遇的牧姬重逢，使彼此的深深思念昇華成了繫戀，甚至不惜於第20集末去觸犯軍法；因而逃至遺跡揭開左爾星人之謎。
- 西洛（シャルル·ドゥ·エトワード）二等兵（香港譯名：夏洋；配音：李學儒）

原第15分隊中玩世不恭的輕浮中尉隊長。有著一籮筐道不完也訴不盡的豐富情史，害得自己在故事之初因此被拉娜給逮到，而與珍妮交替地被送入緊閉室接受懲處，稍後在第1集結尾被貶為基層士兵釋放。儘管如此仍不改原本所練就的駕駛手腕，能適時在第9集中及時接住瑪莉的座機，在天作姻緣之下進而促成了倆人的戀情，讓平時看似嘻皮笑臉的他開始認真起來。

###### 宇宙機甲隊
- 瑪莉（マリー·アンジェル）少尉(日本配音：水倉久美子)（香港配音：余秀明）

南十字軍中驍勇善戰的豪氣女性軍官，總是與性個相近的珍妮不斷地在較勁。因在第9集駕機追趕機器蛙的行動中，反被擊中墜落受傷而被西洛所相救後，使得雙方逐漸地展開一段密切的交往。出院後更是隨即率領了第一波攻擊隊，在劣勢下衝破封鎖抵達藝術（アルス）開發基地，築起橋頭堡奠定了反攻作戰的第一步；不幸地在第22集總攻擊偕同布朗（デニス・ブラウン）中尉，帶參謀長逃脫時被一倂擄作談判人質，最後賴有第15分隊奮勇表現而被救出。

###### 憲兵隊
- 亞倫（アラン·デイビス）中尉

拉娜的上官。因其職務之故相當地讓人不討喜，事實上是個相當地恪盡己職的人。
- 拉娜（ラーナ·イザビア）少尉(日本配音：土井美加)（香港譯名：天娜；配音：賴雪芬）

南十字軍中家世顯赫的優秀女性軍官，而成為違反軍規者們最為頭痛的人物。於第10集末在調查左爾星艦的殘骸時，意外地尋獲曾經有一面之緣的沙副利，為了在公務上進一步取得敵方的情報，逐步對他產生了複雜情感的積極關懷。珍妮等人自第20集從敵艦歷劫歸來後，在沙副利的私心策劃下獲報追捕牧姬，進而促使帶隊佔領了蘊藏花朵的遺蹟，成為光榮之星手上最後一張談判籌碼；並陪第15分隊共赴敵艦進行人質交換，解救被擄走的友軍與左爾星棄民脫逃。

#### 利倍之星（リベルテ[7]）
位於比鄰星系（プロキシマ）的行星，光榮之星全體居民的母星。
- 萊茵特（ラインハルト）將軍

劇中未露面只有提起其名的利倍之星總帥。以「軍力單薄」為由為婉地棄光榮之星於不顧，只派一支遣邊境警備隊的兵力前來支援。
- 倫保（ジョージ·ロンバル）上校

自利倍之星派赴支援的邊境警備隊艦長，在交戰失勢後帶來了總帥的無情口喻……。

### 左爾星（ゾル）人
奉尊單一思想否定個體化意識而形成的社會，以分司「情報、判斷、行動」三位一體的方式，昔日曾居住於光榮之星上的原住民族；約莫於500年前因環境日趨惡化而大舉遷移至鄰近φ行星居住，因能源花朵（プロト・ゾル）攝取出的能量不足，所可轉換而成的產能衰弱殆盡，而欲返鄉奪回已經荒廢的花圃，重建成為適合自族生存的天地。
- 狄斯（デス）

受到元老們所令執行作戰的3人指揮之首，雖口頭上說是一切是為了保全族人的命脈，卻對傷殘落單的平民同胞毫不猶豫地遺棄，最後在打算棄艦逃亡之際被沙副利給擊斃。
- 牧姬（ムジカ·ノヴァ）香港譯名：摩絲；配音：沈小蘭

左爾星貴族中的樂隊（シャンタール），擔任與牧茜、牧香三位一體中專司「情報」的人格。曾捨身救過最初遭左爾星人擒獲的沙副利一命，再加上在第7集於個人房間內演奏樂器的途中，遽然接觸到同樣鍾愛音樂的南十字軍士兵布伊，即漸陷入困惑促展出強烈堅定的自我個人意識，並在倆倆相思的思緒中醞釀成跨越種族的繫戀，決心於第19集助困於敵艦的第15分隊一起逃脫，扮演劇末開啟左爾星人與光榮之星秘密的匙鑰。
- 牧茜（ムジエ）

左爾星貴族中的樂隊（シャンタール），擔任與牧香、牧姬三位一體中專司「判斷」的人格。因牧姬的離去淪落至收容所時曾為此而大表不滿，最後在自左爾星艦脫逃時被槍擊身亡。
- 牧香（ムゼル）

左爾星貴族中的樂隊（シャンタール），擔任與牧茜、牧姬三位一體中專司「行動」的人格。因牧姬的離去淪落至收容所後，最後在自左爾星艦脫逃時被槍擊身亡，臨終前祝福牧姬為其他的「自己」快樂地活下去。
- 法德（ファイド）

受到指示要與牧姬等人「合作」的左爾星青年，壓抑著自我感情聽令上層指揮的對照角色。

#### 再生人（バイオヒューマン）
於劇中初期左爾星人將俘虜的人類，加以除去記憶成為受人擺佈的傀儡，並於體內植入特殊的人造內臟儀器，用以來駕駛機器蛙代戰的改造士兵。
- 沙副利（サイフリート·ヴァイス）少尉

原為藝術（アルス）開發基地的警衛隊隊長。於故事之初左爾星人襲擊基地之際被洗腦，成為數度與珍妮交手的機器蛙駕駛員。因擁有所有再生人之中最強的感應能力，有作為左爾星人調查人類生態的指標性，而在第10集結尾刻意放餌回歸南十字軍，藉本人無意識下的狀態從事反間諜行動；在身分獲己軍確認後被編入第15分隊中。直至第19集由再度抹意識的作業中救出，才擺脫任人宰割的控制取回完整地自我，並對左爾星人燃起一股熊熊的復仇怒火，為了要雪恥洗恨於劇末自己策劃了全局，最後下手殺死狄斯後讓珍妮她獨自脫逃，自願留在左爾星艦將一切破壞共同毀滅。

## 主要機體

### 南十字星（サザンクロス）軍
- ATAC·01-SCA　女神號（スパルタス）

此為戰略機甲隊所使用的制式主力機體。可變換氣墊戰車（スナイピング·クラッパー）、自走高射砲（ウォーカー·キャノン）、人型（バトル·スナイパー）3態；在前述的兩型態下座艙是採開放式設計，直至第16集才將戰車臨時加裝密閉艙門，轉戰宇宙赴任登陸敵艦的第三波攻擊隊。
- TASC·02-SCF　搖石號（ローガン）

此為宇宙機甲隊所使用的「前期」主力機體。可自由變換戰鬥機與自走高射砲（ガウォーク）2態，活躍於第1～11集間用以跟左爾星軍抗衡。
- TASC·02-SCF　極光號（オーロラン）

此為宇宙機甲隊所使用的「後期」主力機體。可變換戰鬥機、戰鬥直升機、人型（ロボット）3態，在第12集起開發完成即投入激化的戰局中。

### 左爾星（ゾル）軍
- 機器蛙（バイオロイド）

此為南十字星軍對敵機體所命名的稱呼。為左爾星人用以擄獲改造而成的再生人，讓其所操縱代戰所生產的人型機動兵器。而甚為顯著相異人類科技的最大之差別，在於動力系統的傳送以強制性方式運轉，所產生出的電路變為一種反射性的負荷，能夠作到猶如人體神經一般的細緻動作。後來在偉達（ヴィーダ）等人的大力疾呼下改變策略，於第16集生產完成左爾星人用的新機種，才得以無需依賴外人直接的去參與戰鬥。

## 工作人員
- 製作：吉田健二
- 製片：中野政則 、井上明
- 企画：大西良昌
- 總監督：長谷川康雄
- 系列構成：鳥海盡三
- 編劇：鳥海盡三、寺田憲史、川崎知子、下河内久登
- 演出：須永司、長谷川康雄、小林哲也、古川順康等
- 角色原案：湖川友謙
- 角色設計：園田美世（湖川友謙）
- 配角設計：Beebow （北爪宏幸等人）
- 作畫監督（總作畫監督）：新井豐
- 原畫作監：鈴木英二、小泉謙三等
- 機械設計：アンモナイト／小川浩、大倉宏俊、小野隆嗣
- 美術監督：新井寅雄
- 錄音監督：本田保則（アーツプロ）
- 音樂：佐藤健、檀雄司
- 錄音調整：阿波正和
- 錄音室：アバコスタジオ
- 沖印廠：東洋現像所（現·IMAGICA）
- 文藝：庄司菜穗子
- OP／ED作畫：金山明博／田邊由憲
- 製作：龍之子、每日放送

### 主題歌
- 日本

- 片頭曲：『星のデ‧ジャ‧ブー』（歌：鹿取容子／作詞：三浦德子／作曲＆編曲：佐藤健）
- 片尾曲：『約束』（歌：鹿取容子／作詞：三浦德子／作曲＆編曲：佐藤健）

- 台灣

- 『宇宙再生人』（作詞／作曲：不明）

中視版本國語錄音所自編的主題歌，並引用原片頭『星のデ‧ジャ‧ブー』的無字幕版畫面。

## 各集列表
|    | 原文標題          | 中視標題     | VCD標題        |
| -- | ----------------- | ------------ | -------------- |
| 1  | プリズナー        |              | 外星人來襲     |
| 2  | メイク·アップ     |              | 珍妮少尉       |
| 3  | スター·エンゼル   | 星際天使     | 通訊任務       |
| 4  | ハーフム－ン      |              | 隊員被抓       |
| 5  | トラブル·シティ   |              | 破壞索爾星艦   |
| 6  | プレリュード      | 前奏曲       | 反擊作戰       |
| 7  | ラビリンス        |              | 潛入敵陣       |
| 8  | メタルファイア    |              | 機器蛙         |
| 9  | スター·ダスト     | 能源積極區   | 再生人         |
| 10 | アウト·サイダー   | 最後的援軍   | 卓爾星俘虜     |
| 11 | デジャ·ブー       | 光榮之星     | 計探病房       |
| 12 | ロストメモリー    | 片段記憶     | 重回陣營       |
| 13 | トリプルミラー    | 左爾星古蹟   | 三人一體       |
| 14 | アイアン·レディー | 點燃的戰火   | 再次攻擊       |
| 15 | ラブ·ストーリー   | 第二波攻擊隊 | 第二波攻擊人員 |
| 16 | ハンター·キラー   | 劊子手       | 突破重圍       |
| 17 | バイオサイカー    | 新戰車       | 戰前的預警     |
| 18 | ワンダー·ランド   | 叛徒         | 探查敵情       |
| 19 | クライシス        | 危機         | 回復本性       |
| 20 | デイ·ドリーム     | 改變         | 心結           |
| 21 | ナイトメア        | 奇花         | 生命之花       |
| 22 | カタストロフ      | 最後通牒     | 緊迫攻勢       |
| 23 | ジェネシス        | 末日         | 和平到來       |

## 外部連結
- 超時空騎団サザンクロス （页面存档备份，存于） - タツノコプロ
- タツノコプロによる作品紹介 （页面存档备份，存于）
- 超時空騎団サザンクロス 、および ロボテック 第二世代編〔サザンクロス編〕全記事を扱う Facebook 頁（英語）